# 辿り着く場所/オキザリス
「辿り着く場所/オキザリス」（たどりつくばしょ/オキザリス）は、HIGH and MIGHTY COLORの9枚目のシングル。

## 解説
ハイカラ初の両A面であり、また初のDVD付きの初回盤とCDのみの通常盤2形態で発売され、それぞれジャケットのデザインはボーカルのマーキーの表情が異なっている仕様となっている。
当時のメンバーのマーキーが主演している映画『あなたを忘れない』に因んで、両曲ともMVは韓国で撮影された。ちなみに撮影されたのは12月だったため、マーキー曰く「2曲ともずっとキャミソールで撮影してたから、鳥肌がすごかった」とのこと。
初回盤に付いてくるDVDには、「辿り着く場所」のMVと、「傲慢生活映像」と題しレコーディング映像や表題曲2曲のMVのメイキング映像などが収録されている。「オキザリス」のMVは今作には収録されておらず、翌月に発売された3rdアルバム「参」の初回盤に付いてくるDVDに収録されている。

## 収録曲

### DISC 1 (CD)
| 全作詞・作曲・編曲: HIGH and MIGHTY COLOR。 |                                      |                       |                       |      |
| #                                           | タイトル                             | 作詞                  | 作曲・編曲            | 時間 |
| 1.                                          | 「辿り着く場所」                     | HIGH and MIGHTY COLOR | HIGH and MIGHTY COLOR | 5:14 |
| 2.                                          | 「オキザリス」                       | HIGH and MIGHTY COLOR | HIGH and MIGHTY COLOR | 4:32 |
| 3.                                          | 「辿り着く場所（MOVIE VERSION）」    | HIGH and MIGHTY COLOR | HIGH and MIGHTY COLOR | 5:11 |
| 4.                                          | 「辿り着く場所（Less Vocal Track）」 | HIGH and MIGHTY COLOR | HIGH and MIGHTY COLOR | 5:12 |
| 合計時間:                                   | 合計時間:                            | 20:09                 |                       |      |

#### 楽曲解説
1. 辿り着く場所
ソニー・ピクチャーズ エンタテインメントの映画『あなたを忘れない』主題歌。TBS系『ランク王国』2006年12月・2007年1月度オープニングテーマ。エムティーアイ『music.jp』CMソング。
作詞はマーキー、作曲はMEGが担当した。
2. オキザリス
『あなたを忘れない』挿入歌。
今作で初めて、マーキーが作詞・作曲を行っている。
「オキザリス」とは植物のカタバミ属のこと。
3. 辿り着く場所(MOVIE VERSION)
同映画の内容同様、ユウスケが参加しておらず、ギター・ベースが普段の7弦・5弦ではなく6弦・4弦で行ったり、ドラムも普段の2バスではなく1バスでレコーディングされた。

### DISC 2 (DVD)
| #  | タイトル         | 作詞 | 作曲・編曲 |
| -- | ---------------- | ---- | ---------- |
| 1. | 「辿り着く場所」 |      |            |
| 2. | 「傲慢生活映像」 |      |            |

## 収録アルバム
- 参 (#1,2)
- 10 COLOR SINGLES (#1,2)
- BEEEEEEST (#2)